# Дечаци не плачу
Дечаци не плачу (енгл. Boys Don't Cry) америчка је биографска драма независне продукције из 1999. заснована на истинитој причи о животу Брандона Тине, младог трансмушкарца, који је био силован и убијен 30. децембра, 1993. од стране својих мушких пријатеља када су открили да Брандон има женске гениталије. Филм је режирала Кимберли Пирс, која је такође написала и сценарио заједно са Ендијем Биненом. Улогу Брандона тумачи Хилари Сванк, награђена Оскаром за своју изведбу, док је улога његове девојке Лане Тисдел поверена Клои Севињи која је била номинована за Оскара за најбољу глумицу у споредној улози.

## Улоге
- Хилари Сванк — Брандон Тина
- Клои Севињи — Лана Тисдел
- Питер Сарсгард — Џон Лотер
- Брендан Секстон III — Том Нисен
- Лејси Горансон — Кендас
- Алисон Фоланд — Кејт
- Џанета Арнет — Ланина мама
- Мет Макграт — Лони